# Grotte des Demoiselles
La grotte des Demoiselles est située dans le massif du Thaurac dans la vallée de l'Hérault près de Ganges, dans le département de l'Hérault, Occitanie. 
La connaissance de la grotte remonte à des temps immémoriaux. Une première exploration est menée le 15 juillet 1780 par Benoît-Joseph Marsollier des Vivetières. La visite qui a permis de vraiment la connaître remonte à 1889 lorsque Édouard-Alfred Martel, célèbre spéléologue, s'y est engagé. La visite était alors périlleuse. C'est à partir de 1931 qu'elle fut aménagée. Elle est depuis ouverte au public. Son entrée est située sur la commune de Saint-Bauzille-de-Putois.

## Formation de la grotte
Le creusement principal s'est fait en source vauclusienne. Après des phases de colmatage au Pliocène terminal et  au Quaternaire succède un épisode de concrétionnement et surcreusement antérieure à 250-300 ka BP. Une autre période où les concrétions se sont développées est le début de la dernière période interglaciaire. Enfin des spéléothèmes se sont formés à l'Holocène.

## Origine du nom

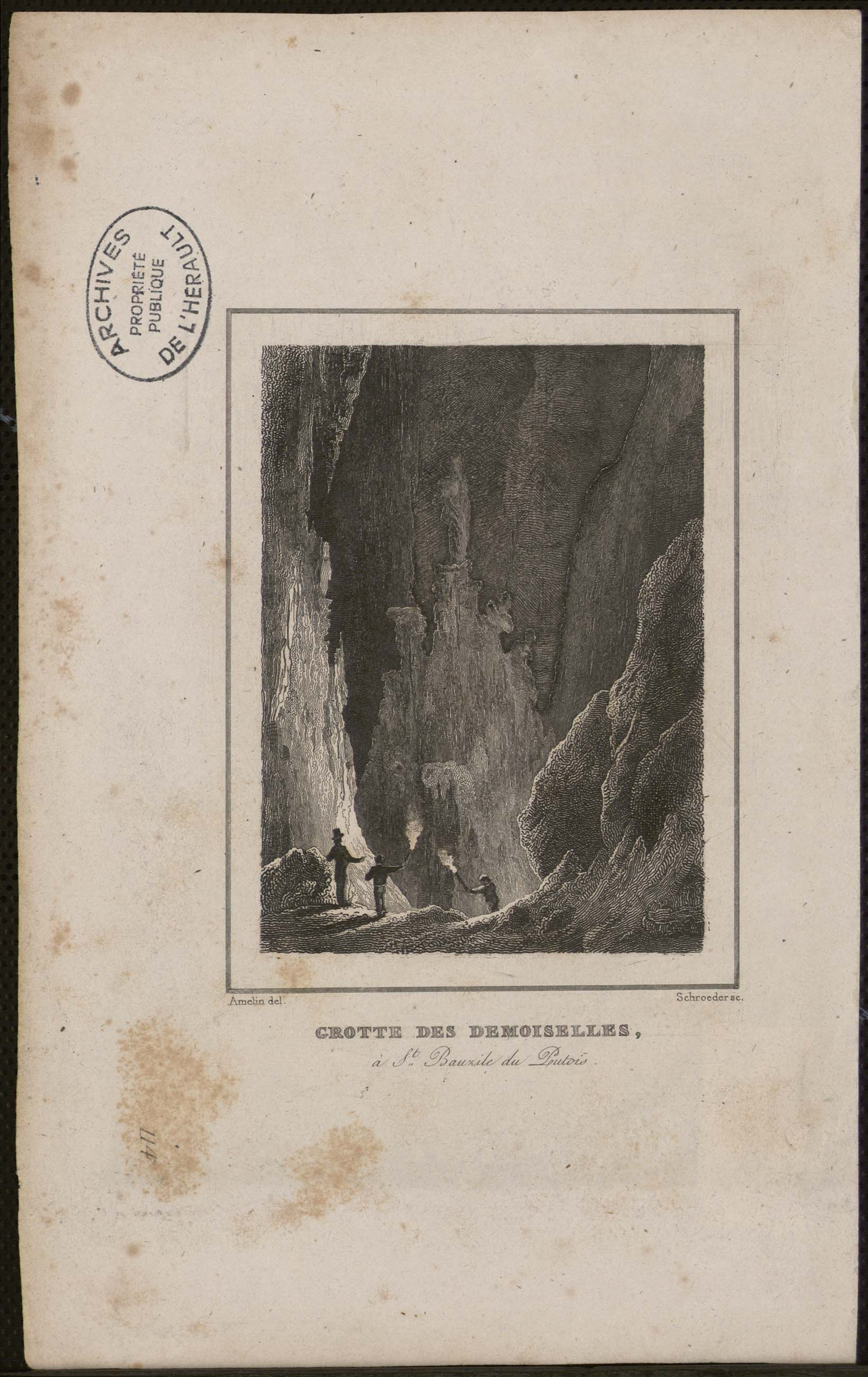
La grotte des Demoiselles : estampe (1836).

Autrefois appelée Balma de las Domaisèlas en occitan, nom francisé en grotte aux Fées, son nom actuel de grotte des Demoiselles reste attaché à une légende locale. 
Un berger à la recherche d'un agneau égaré se serait aventuré dans l'aven qui en marque l'entrée pour récupérer son bien. Entendant l'agneau sans pouvoir le voir, il s'est enfoncé plus avant, jusqu'à déboucher dans ce qui est baptisé aujourd'hui la Cathédrale. N'étant éclairé que par une simple torche, il glissa et chuta au fond de la salle (60 m de chute entre les stalactites et stalagmites). Sonné par le choc, il aperçut, avant de s'évanouir, un groupe de jeunes demoiselles, dansant et chantant autour de lui. À son réveil, il était de retour en surface avec son agneau.
Mais, il faut rappeler que "Demoiselles" est l'autre nom des divinités païennes qui vivent dans les bois, les grottes, les rivières.... Ce sont des esprits de la nature, analogues aux nymphes et aux dryades.[réf. nécessaire]

## Classement
En 1999, un dossier de 18 sites et 24 grottes à concrétions du sud de la France est proposé pour une inscription sur la liste indicative du patrimoine mondial naturel, antichambre de la liste du patrimoine mondial,. En octobre 2001, un avis défavorable est émis par l'union internationale pour la conservation de la nature (UICN). Fin 2005, l'État français pense représenter une demande d'inscription. En 2007, le projet est retiré et l'association de valorisation des cavités françaises à concrétions (AVCFC) regroupant 23 cavités du sud de la France est créée,. Le site est classé par décret ministériel du 17 septembre 2010 (grotte des Demoiselles et ses abords) : Znieff de type 1 (Gorges supérieures de l'Hérault et du plateau de Taurac), de type 2 (Plateau du Taurac), Natura 2000, Zico.

## Galerie

« Quelques photographies de la Grotte des Demoiselles »
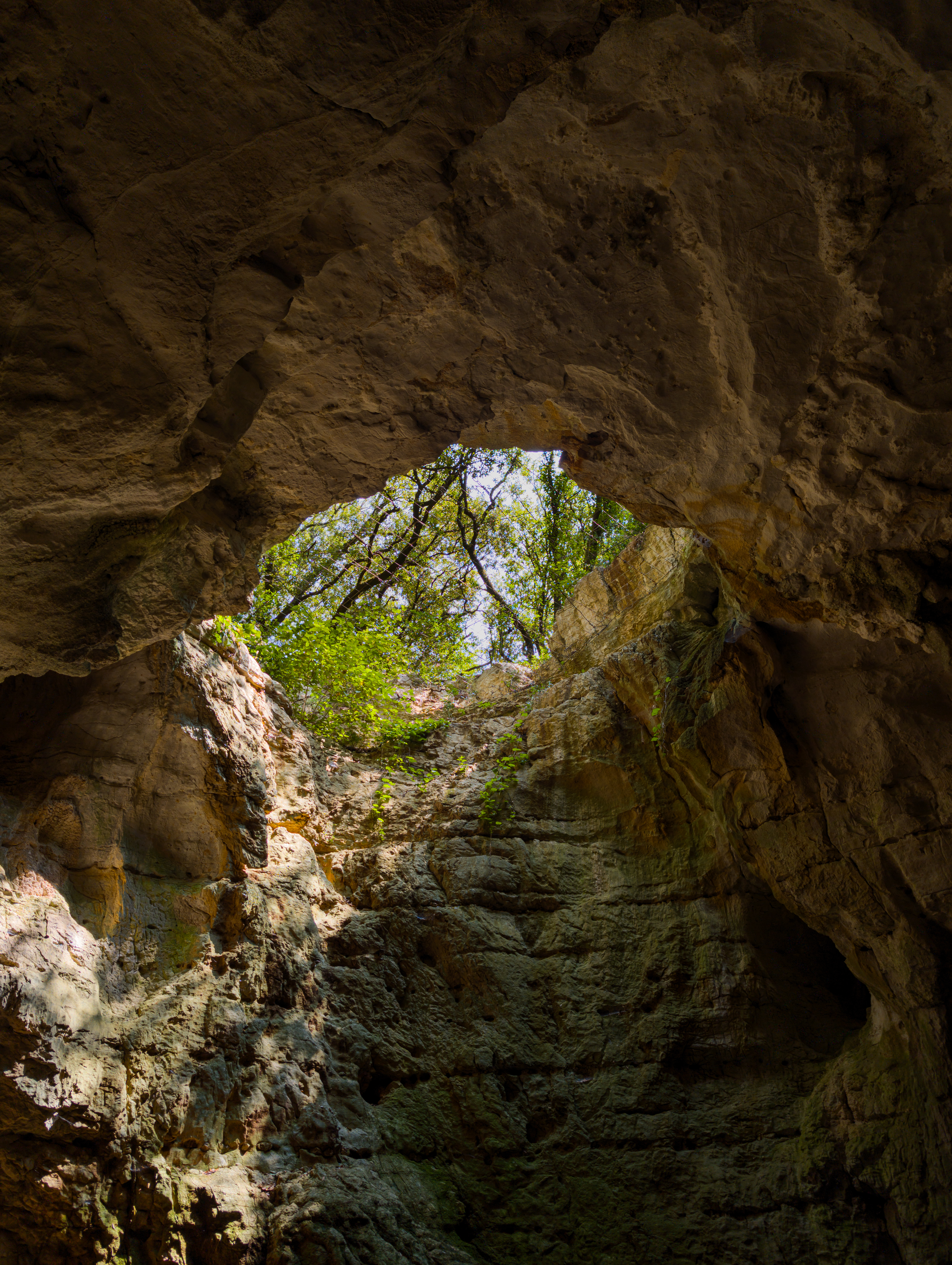
Photographie de l'entrée naturelle de la Grotte des Demoiselles.
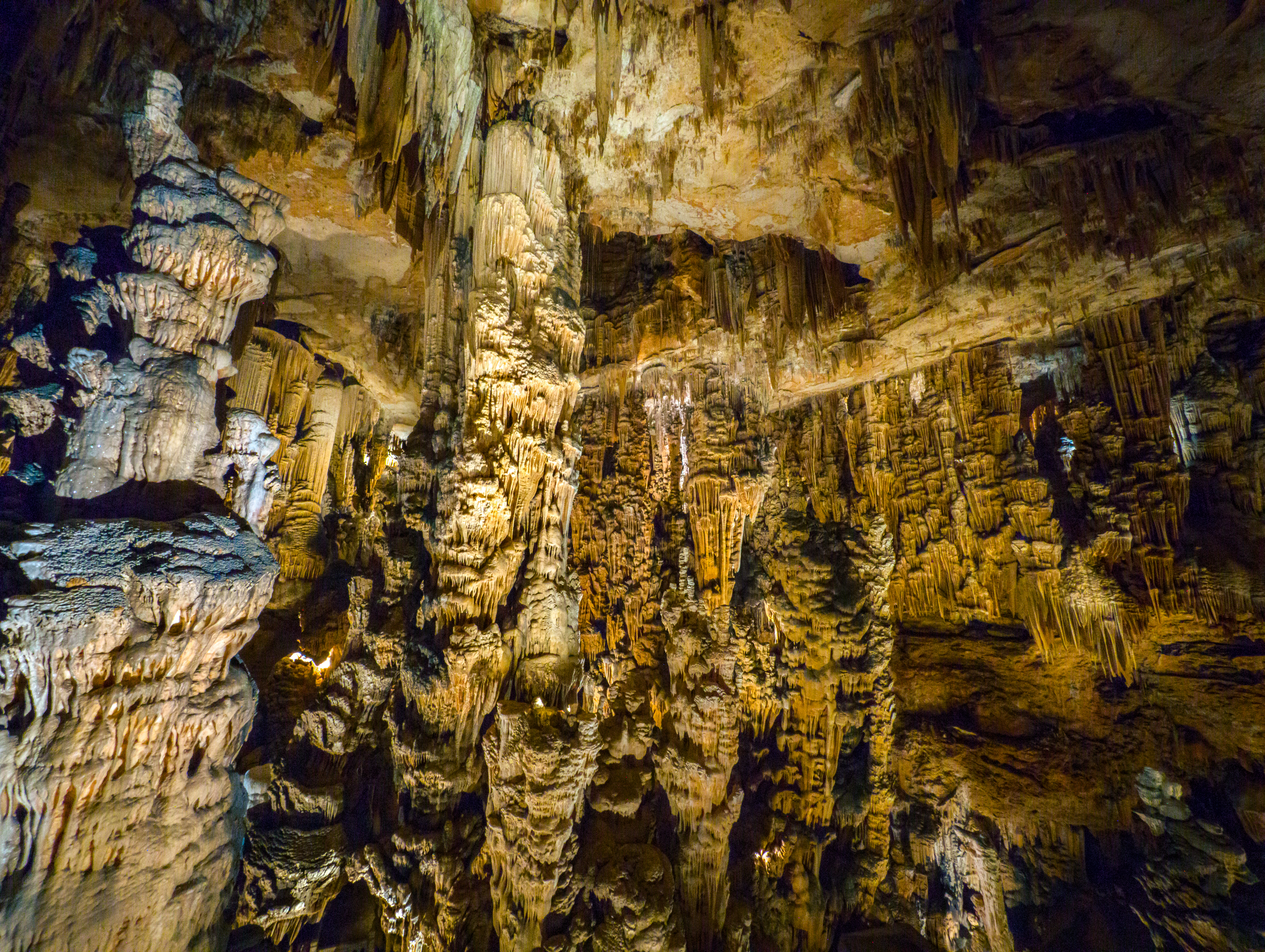
Photographie de la salle dite de "la cathédrale".
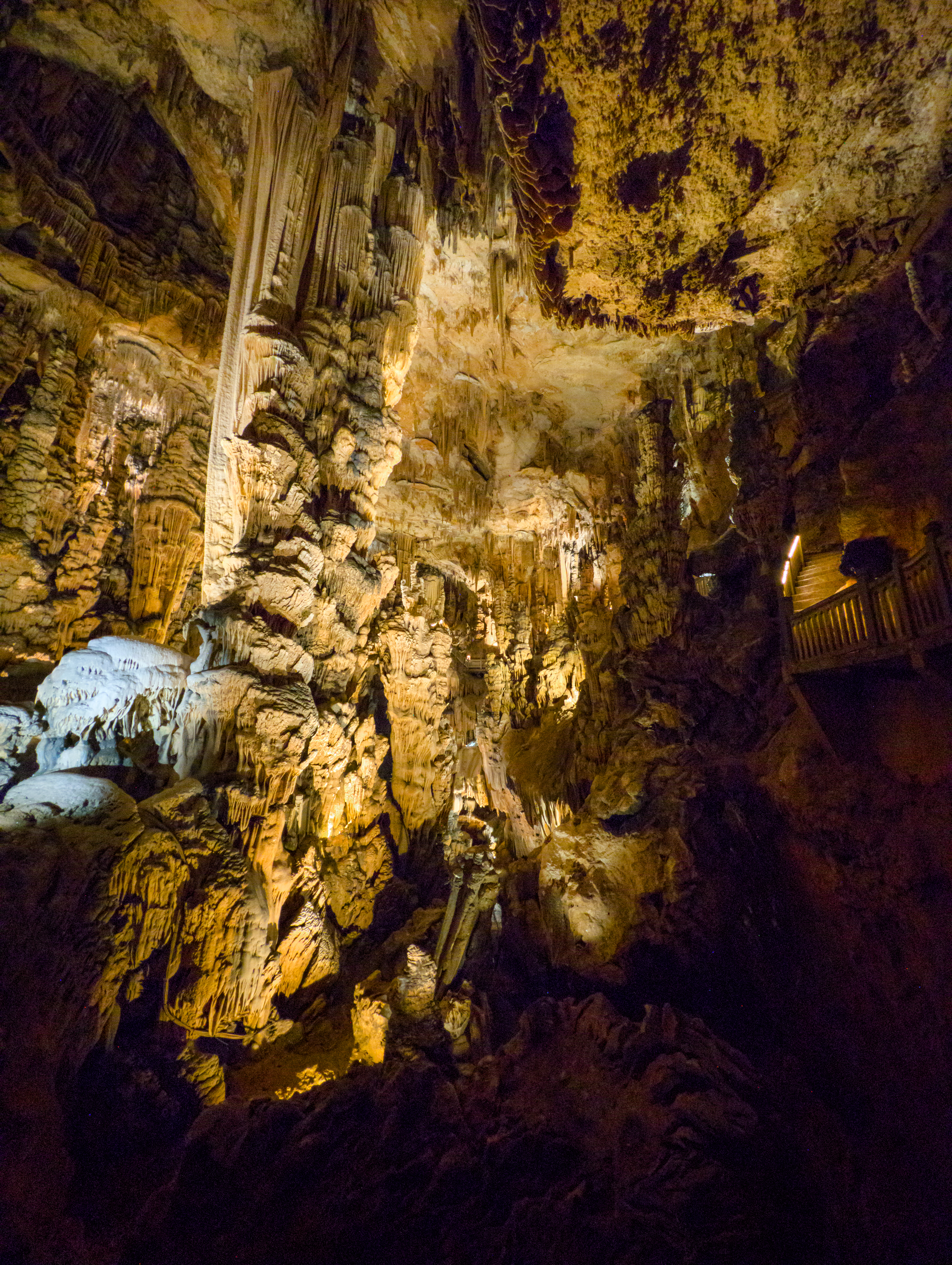
Autre photographie de la salle dite de "la cathédrale".